# Kerek Gábor
Kerek Gábor (Jobbágyi, 1922. április 19. – Budapest, 1990. június 2.) magyar pedagógus, oktatáspolitikus, a népi kollégiumok szervezője, a Nemzeti Parasztpárt, majd a Magyar Dolgozók Pártjának aktivistája, 1947–1958 között országgyűlési képviselő, 1956 után a Magyar Szocialista Munkáspárt tagja és funkcionáriusa, minisztériumi középvezető, gimnáziumigazgató.

## Élete
Középparaszti családba született. Középiskolai tanulmányait a hatvani gimnáziumban végezte. 1941-ben érettségi vizsgát tett, és beiratkozott a budapesti Királyi Magyar Pázmány Péter Tudományegyetem Bölcsészettudományi Karára, magyar-német tanári szakra. Diplomáját 1946-ban szerezte meg. Egyetemi tanulmányai során aktívan részt vett az egyetemi hallgatók érdekvédelmi és progresszív szociális mozgalmaiban. Már 1941-től kezdve egészen 1945-ig a Bölcsészhallgatók Segítő Egyesülete vezetőségének tagja volt. Állandó tagságot nyert két szakkollégiumban is, tagja volt a Bolyai Kollégiumnak és az 1940-ben baloldali parasztfiatalok által alapított Györffy István Kollégiumnak is.
Az Ideiglenes Nemzeti Kormány megalakulása után, 1945 februárjában Kerek belépett a Nemzeti  Parasztpártba, és rövidesen a párt Heves megyei titkára lett. 1945 folyamán az Egri Nemzeti Bizottság tagja lett, Heves megyei miniszteri biztosi kinevezést kapott, és részt vett a földosztásban.
1946 októberében Népi Kollégiumok Országos Szövetsége (NÉKOSZ) szervezési osztályának vezetőjévé és a 
Dózsa György Kollégium igazgatójává nevezték ki. E tisztségeket 1947-ig töltötte be, ekkor beválasztották a Nemzeti Parasztpárt országos vezetőségének tagjai közé, kinevezték a pártközpont egyik osztályának vezetőjévé és a pártiskola felügyelőjévé. 1947-ben a Parasztpárt színeiben országgyűlési képviselővé választották.
1947 tavaszán a Györffy kollégium tagjaként (Pallosi Gyulával együtt) Pestről Zalaegerszegre utazott, és tevékenyen részt vett az ottani Batsányi János Népi Kollégium megszervezésében.
1947. október 21-én az MKP kezdeményezésére az addig önálló diákszervezetek és az oktatási kormányzat képviselői kimondták a diákszervezetek közös, országos demokratikus szervezetbe való tömörülését, melynek fő célja a tanuló ifjúság demokratikus nevelése és átnevelése volt. 1948. március 1-jén a Vallás és Közoktatásügyi Minisztérium (VKM) rendeletben mondta ki a Magyar Diákok Nemzeti Szövetségének (MDNSz) megalakítását. A debreceni tankerületi főigazgatóság elsőként, 1948. március 6–7-én rendezte meg a Magyar Diákok Nemzeti Szövetségének első Tankerületi Konferenciáját Debrecenben, a Déri  Múzeum dísztermében. A minisztérium küldöttje, Kerek Gábor beszédében vázolta az MDNSz feladatait, „amelyek közül az első és legfontosabb az önkormányzati rendszer kiépítése, amely az ifjúságot önállóságra, önfegyelemre neveli”, valamint „a tanulók szociális összetételének megváltoztatása, a régi műveltségi monopóliumok  maradványainak felszámolása.”
1948. június 12-én a Kommunista Párt és a Szociáldemokrata Párt egyesültek, Magyar Dolgozók Pártja (MDP) néven. 1948. június 18-án Pápán az egyházi iskolák államosításának támogatására megszervezett diákgyűlésen a Parasztpárt megbízásából részt vett Kerek Gábor és Gosztonyi János (utóbbi egykor pápai diák volt).
1948 második felében doktori vizsgát tett a Pázmány Péter Tudományegyetem (1950-től Eötvös Loránd Tudományegyetem) Bölcsészettudományi Karán.
1949 márciusában a Parasztpárt csatlakozott a Magyar Függetlenségi Népfronthoz, ezzel a párt gyakorlatilag megszűnt (csak formálisan létezett tovább). A parasztpárt vezetői közül azokat, akik a baloldali pártszövetséget támogatták, az MDP az új népi demokratikus rendszer megtartotta állásaikban.
1949 folyamán az összevont pártok ifjúsági szervezeteit is egyesítették. Kerek Gábor ekkor átlépett a Parasztpártból a Magyar Dolgozók Pártjába, itt 1949 májusától a pártközpont kultúrát felügyelő osztályához osztották be. Országgyűlési képviselő maradt, az MDP színeiben. Ugyanebben az évben a Népművelési (Népművelődési) Minisztériumba helyezték, itt különféle beosztásokban ténykedett egészen 1957-ig. Az 1950-es évek elején fél éven át a Szépirodalmi Könyvkiadó lektorátusát vezette, 1953–54-ben a Kiadói Tanács elnökségével bízták meg, majd megtették a  Kulturális Kapcsolatok Intézetének vezetőjévé.
Az 1956-os forradalom alatti viselkedéséről nincs információ. A forradalom leverése után csatlakozott az új politikai hatalomhoz, és 1957-ben belépett a Magyar Szocialista Munkáspártba. Felelős pártfunkcionáriusként pártfőiskolára küldték. Közben már 1957-ben a budapesti Petőfi Sándor Gimnázium igazgatójává nevezték ki. Országgyűlési képviselői megbízatása 1958-ban véget ért. 1963–ban a Fővárosi  Tanács népművelési osztályának vezetésével bízták meg.
1968-tól a Nemzetközi  Előkészítő Intézet, majd 1969-től a Szilágyi Erzsébet Gimnázium igazgatója lett (1974-ig). 1974 és 1976 között a pénzügyminisztériumban kapott osztályvezetői megbízást. Felesége, Kerek Gáborné ugyanezekben az években a Petőfi Sándor Gimnáziumban oktatott magyar nyelvet és irodalmat.
1976 utáni tevékenységéről nincs információ. (A korabeli érvényes öregségi nyugdíj korhatárát 1982-ben érte el). Budapesten hunyt el, 1990. június 2-án.

## Művei, cikkei
- Hegedüs Géza, Kerek Gábor (1948. május 28.). „A Magyar Diákok Nemzeti Szövetségének programjából”. Március Tizenötödike. A Magyar Diákok Nemzeti Szövetségének Hivatalos Lapja. Rendkívüli kiadás. II. évf. (16. szám).

- Devecseri Gábor, Korányi Erzsébet, Dr. Kerek Gábor (1949. május 8.). „Választ a magyar nép!”. Március Tizenötödike. A Magyar Ifjúság Népi Szövetsége Diákszövetségének hetilapja II. évf. (17. szám).

- Kerek Gábor (1962). „Történelmi igazságszolgáltatás”. Társadalmi Szemle, Budapest 1962 (10), 7–11. o.[Springer Link, The Communist Ideology in Hungary pp. 198-351, ref no. 1868. Laikus összefoglaló] – https://link.springer.com/chapter/10.1007%2F978-94-010-3542-2_10

- J.S. Kupka(wd).szerk.: Kerek Gábor: 17 pont a béke ellen, ford. Győri Dezsőné, Budapest: Szépirodalmi Könyvkiadó / Atheneum Könyvkiadó Nemzeti Vállalat

## Kapcsolódó információk
- http://mnl.gov.hu/docstore/1242648848.pdf   A Népművelési Minisztérium kollégiumi értekezleteinek napirendi jegyzéke, 1953. november 4., Kerek  Gábor feljegyzése a kiadókkal kapcsolatban hozott kollégiumi határozatok végrehajtásáról.  Az oktatási és művelődést irányító minisztériumok vezetői testületeinek napirendi jegyzékei. I. kötet Kollégiumi Értekezletek 1949-1983,  A Magyar Országos Levéltár segédletei, Magyar Országos Levéltár, Budapest, 2009.    Összeállította: Keresztes Csaba, ISBN 963